# Список послов СССР и России в Эфиопии
В статье представлен список послов СССР и России в Эфиопии.

## Хронология дипломатических отношений
- 4 февраля 1898 г. — в Аддис-Абебу прибыла первая российская дипломатическая миссия.
- 21 апреля 1943 г. — установлены дипломатические отношения на уровне миссий.
- 18 мая 1956 г. — миссии преобразованы в посольства.

## Список послов
| Срок полномочий                    | Посол                         | Годы жизни | Вручение верительных грамот | Комментарии                                                       |
| ---------------------------------- | ----------------------------- | ---------- | --------------------------- | ----------------------------------------------------------------- |
| Российская империя                 |                               |            |                             |                                                                   |
| 4 февраля 1898 — 11 февраля 1900   | Пётр Михайлович Власов        | 1850—1904  |                             | Глава чрезвычайной миссии                                         |
| 1900 — 1902                        | Аркадий Александрович Орлов   | 1870—1940  |                             | Поверенный в делах                                                |
| 23 марта 1902 — 15 января 1906     | Константин Николаевич Лишин   | 1851—1906  |                             | Министр-резидент                                                  |
| 16 января 1906 — февраль 1907      | Сергей Александрович Лихачёв  |            |                             | И. д. министра-резидента                                          |
| 1907 — 1908                        | Иван Людвигович Скаржинский   |            |                             | Поверенный в делах                                                |
| 1908 — 1910                        | Иван Филиппович Крузенштерн   | 1861—1911  |                             | Поверенный в делах                                                |
| 8 апреля 1910 — 1917               | Борис Александрович Чемерзин  | 1874—1942  |                             | Поверенный в делах                                                |
| СССР                               |                               |            |                             |                                                                   |
| 9 марта 1944 — 28 февраля 1946     | Виктор Семёнович Козлов       | 1905—1984  | 1 июля 1944                 | Чрезвычайный и полномочный посланник                              |
| 28 февраля 1946 — 24 сентября 1948 | Андрей Михайлович Тимощенко   | 1910—1989  | 23 мая 1946                 | Чрезвычайный и полномочный посланник                              |
| 24 сентября 1948 — 13 декабря 1953 | Василий Арсентьевич Рыбаков   | 1908—?     | 28 декабря 1948             | Чрезвычайный и полномочный посланник                              |
| 13 декабря 1953 — 22 ноября 1955   | Алексей Петрович Коробочкин   | 1903—1982  | 13 февраля 1954             | Чрезвычайный и полномочный посланник                              |
| 22 ноября 1955 — 13 октября 1959   | Борис Иванович Караваев       | 1910—1978  | 14 февраля 1956             | Чрезвычайный и полномочный посланник до 22 июня 1956, затем посол |
| 13 октября 1959 — 26 июля 1965     | Аркадий Васильевич Будаков    | 1916—2003  | 23 октября 1959             |                                                                   |
| 26 июля 1965 — 2 января 1969       | Леонид Фёдорович Теплов       | 1909—1988  | 8 октября 1965              |                                                                   |
| 2 января 1969 — 14 декабря 1973    | Алексей Дмитриевич Щиборин    | 1912—1988  | 27 марта 1969               |                                                                   |
| 14 декабря 1973 — 28 ноября 1978   | Анатолий Петрович Ратанов     | 1921—1985  | 14 января 1974              |                                                                   |
| 28 ноября 1978 — 26 июня 1981      | Борис Ефремович Кирнасовский  | 1918—1986  | 28 декабря 1978             |                                                                   |
| 25 июня 1981 — 29 марта 1985       | Константин Ефимович Фомиченко | 1927—2015  | 10 июля 1981                |                                                                   |
| 29 марта 1985 — 25 февраля 1986    | Геннадий Николаевич Андреев   | 1936—1986  |                             |                                                                   |
| 22 июля 1986 — 15 августа 1990     | Валентин Иванович Дмитриев    | 1927—2020  |                             |                                                                   |
| 15 августа 1990 — 25 декабря 1991  | Лев Давыдович Миронов         | 1933—2006  |                             |                                                                   |
| Российская Федерация               |                               |            |                             |                                                                   |
| 25 декабря 1991 — 22 мая 1995      | Лев Давыдович Миронов         | 1933—2006  |                             |                                                                   |
| 22 мая 1995 — 9 июля 1999          | Владимир Андреевич Волков     | 1940—2017  |                             |                                                                   |
| 9 июля 1999 — 28 февраля 2005      | Валерий Николаевич Липняков   | 1941—2015  | 7 октября 1999              |                                                                   |
| 28 февраля 2005 — 29 октября 2010  | Михаил Юрьевич Афанасьев      | род. 1954  |                             |                                                                   |
| 29 октября 2010 — 23 июня 2014     | Валерий Иванович Уткин        | род. 1955  | 26 марта 2011               |                                                                   |
| 23 июня 2014 — 27 марта 2019       | Всеволод Игоревич Ткаченко    | род. 1960  |                             |                                                                   |
| 27 марта 2019 — настоящее время    | Евгений Евгеньевич Терехин    | род. 1958  | 30 мая 2019                 |                                                                   |